# Нулевой километр (Франция)
Французский нулевой километр (фр. Point zéro) — нулевая или начальная точка французских дорог; находится в Париже перед собором Парижской Богоматери в 4-м городском округе. От нулевого километра отсчитывается протяжённость проходящих через столицу французских дорог. Был открыт 10 октября 1924 года.